# Usina Hidrelétrica Santo Antônio
A Hidrelétrica Santo Antônio está localizada no Rio Madeira, na cidade de Porto Velho, capital de Rondônia. Possui 50 turbinas do tipo Bulbo para geração de energia elétrica com potência de cerca de 71,6 megawatts (MW) cada uma, totalizando 3.568,3 MW de potência instalada e 2.424 MW de potência assegurada. É a quinta maior hidrelétrica em operação no Brasil e uma das maiores do mundo.
A concessionária responsável pela hidrelétrica é a Santo Antônio Energia, que tem como único acionista a Madeira Energia, controlada por Furnas Centrais Elétricas (95,2%) e Caixa FIP Amazônia Energia (4,8%).
A hidrelétrica, juntamente com a de Jirau, no mesmo rio, são consideradas fundamentais para o suprimento de energia elétrica no Brasil e estiveram entre as obras mais importantes do Governo Federal entre 2008 e 2016.
O leilão de concessão foi realizado em dezembro de 2007. Os estudos de inventário e viabilidade aconteceram previamente entre os anos de 2001 e 2006. Em 2008 as obras foram iniciadas. Em 30 de março a hidrelétrica recebeu autorização da Agência Nacional de Energia Elétrica (Aneel) para iniciar sua operação. As obras de construção foram concluídas em dezembro de 2016.

## Características
- A Hidrelétrica Santo Antônio é a quinta maior do Brasil em potência instalada, e a terceira em energia assegurada;
- A energia elétrica a produzida anualmente pela hidrelétrica equivale a 4,3% do total gerado no Brasil em 2007.
- A quantidade de aço usado na construção da usina (138 mil toneladas) daria para construir 18 torres Eiffel;
- A construção de Santo Antônio consumiu cimento suficiente para erguer 40 estádios do Maracanã.
- A Hidrelétrica Santo Antônio é interligada ao Sistema Elétrico do Sudeste/Centro-Oeste Brasileiro por meio de duas linhas de transmissão em corrente contínua de cerca de 600 kV com 2.375 km de extensão, que serão as maiores do mundo em operação.
- A hidrelétrica possui um diferencial em relação a distribuição da energia que produz: ela também abastece diretamente os estados de Rondônia e Acre por meio de uma linha de transmissão de 230 kV construída pela própria hidrelétrica, que é alimentada exclusivamente pelas seis turbinas que fazem parte da ampliação promovida pela geradora – o projeto original previa 44 turbinas, mas a usina tem 50 unidades geradoras operacionais.

## Sustentabilidade
O projeto da Hidrelétrica Santo Antônio se beneficiou das características naturais do rio Madeira para aproveitar ao máximo o seu potencial hídrico para geração de energia.
As suas turbinas são movidas pelas características únicas da vazão do rio Madeira, que apresenta uma variação entre 4.000 m³ por segundo no período de seca e mais de 40.000 m³ por segundo no período de cheia.
O uso de turbinas bulbo dispensa a formação de grandes reservatórios – como é o caso da Hidrelétrica Santo Antônio, que possui um reservatório de 422 km/2, área praticamente igual a ocupada pelo rio Madeira durante os períodos de cheia.
Hoje, a hidrelétrica apresenta um dos melhores coeficientes de geração do país, que é de 9 Megawatts para cada quilômetro quadrado de reservatório.
A geração de grande quantidade de energia com um reservatório relativamente pequeno é um dos principais benefícios socioambientais atribuídos ao projeto, que norteou a construção e operação da Hidrelétrica Santo Antônio.
Mas o investimento para a implantação da Hidrelétrica Santo Antônio não foi apenas conceitual, respeitando as melhores práticas em sustentabilidade e seguindo a risca os Princípios do Equador, que fiscalizam toda a implantação do empreendimento, com duras sanções em caso de descumprimento das normas estabelecidas para a área socioambiental.
No caso da Hidrelétrica Santo Antônio, o investimento em sustentabilidade chegará a R$ 2 bilhões até a final da implantação. Composto por 28 programas socioambientais, focados em ações voltadas para a comunidade, proteção do ambiente físico (solo, clima, lençóis freáticos e sedimentos) e proteção do meio biótico (flora e fauna aquática e terrestre, qualidade da água, supressão da vegetação e resgate da fauna), reassentamento de comunidades e investimentos nas áreas de saúde pública, educação e infraestrutura, a hidrelétrica contribuiu para a melhoria da qualidade de vida de milhares pessoas, nos mais diversos aspectos.
Aplicar as melhores práticas de sustentabilidade sempre foi um dos principais compromissos da Santo Antônio Energia antes, durante e após o início de geração da sua hidrelétrica. O mesmo cuidado sempre foi demonstrado nas práticas e conceitos aplicados durante a construção da hidrelétrica, que completa oito anos em setembro de 2016.
Certamente, o compromisso com estas práticas fizeram com que a Hidrelétrica Santo Antônio alcançasse, entre todos os projetos já analisados, o maior número de notas máximas na categoria Implantação, de acordo com avaliação independente realizada pela IHA – International Hydropower Association: uma organização sem fins lucrativos, fundada há quase vinte anos, com o suporte da UNESCO e que mede a sustentabilidade de empreendimentos hidrelétricos em todo o mundo.
O resultado da avaliação se dá após a análise de 20 tópicos baseados em diferentes quesitos: avaliação, gestão, comunicação com stakeholders, apoio das partes interessadas, concordância, conformidade e resultados. Todos os tópicos exigem documentação técnica, além de entrevistas internas e externas, e comprovação das evidências em sustentabilidade.
Acima de todas as avaliações obtidas pelas demais hidrelétricas avaliadas em diversos países, inclusive no Brasil, o resultado conquistado pela Hidrelétrica Santo Antônio nada mais é do que a tradução plena e isenta que seus compromissos com as melhores práticas globais em sustentabilidade são exemplo para o setor no país e fora dele.

## Composição acionária
Em 22 de março de 2023, a Eletrobras comunicou que a sua subsidiária Furnas adquiriu as participações diretas e indiretas da Cemig, da Andrade Gutierrez Participações e Novonor Energia do Brasil na Madeira Energia S.A. (Mesa), dona da Santo Antônio Energia, que gere a usina hidrelétrica de Santo Antônio.
Furnas adquiriu o equivalente a 22,9% em participação, pelo valor de R$ 168 milhões, elevando para 95,2% sua fatia no capital da Mesa, empresa da qual já era controladora. Os outros 4,8% pertencem ao Caixa FIP Amazônia Energia.